# Мит о Озирису
Мит о Озирису је најобрађенија и најутицајнија легенда из староегипатске митологије. У њему се приказује убиство бога Озириса, древног краља Египта и његове последице. Након Озирисовог убиства, његов брат Сет узурпира трон. У међувремену, Озирисова жена Изида обнавља његово тело, омогућавајући му да постхумно зачне сина са њом. Остатак приче односи се на њиховог сина Хоруса, с почетка рањивог дечака о којем брине мајка а затим Сетовог ривала за трон Египта. Њихово ривалство завршава се Хорусовом победом која након Сетове неправедне владавине враћа мир у Египту. Тиме је завршен процес Озирисовог васкрсења. Мит и његова комплексна симболика били су темељ за успостављање система наследне владавине у Египту, конфликта између владавине и безвлашћа, као и смрти и загробног живота. Он такође исказује битне карактеристике четири централна божанства и многи разлози њиховог обожавања у староегипатској религији су потекли из њега.
Мит о Озирису добио је свој основни облик пре 25. века старе ере. Многи његови елементи засновани су на религијским идејама, али може се рећи да је конфликт између Сета и Хоруса био делимично инспирисан регионалним сукобима у египатској раној историји или праисторији. Научници су покушали да разоткрију праву природу догађаја који су били повод за мит али нису наишли на коначне закључке.
Делови мита помињу се у широком спектру староегипатских текстова — од погребних текстова и магичних чини до кратких прича. Стога је овај мит детаљнији од свих осталих египатских митова. Ипак, ни један египатски извор не даје потпуни приказ мита. Елементи догађаја знатно се разликују у многим верзијама. Грчки и римски списи, а највише Плутархов De Iside et Osiride, пружају много информација али не представљају увек тачно веровања старих Египћана. И поред тога што су многобројна веровања старих Египћана данас изгубљена, мит о Озирису је опстао.

## Кратак садржај

### Озирисова смрт и ускрснуће
На почетку приче, Озирис влада Египтом, пошто је наследио краљевство од својих предака, чије породично стабло сеже до творца света, Ра или Атума. Његова краљица је Изида, која се, заједно са Озирисом и његовим убицом Сетом, убраја у децу бога земље, Геба и богиње неба, Нут. У египатским изворима има мало информација о Озирисовој владавини, нагласак је стављен на његову смрт и догађаје који следе. Озирису се придаје моћ стварања, праведно управљање и владавина Маат-а, идеалног природног поретка, чије је одржавање било основни циљ у култури древне египатске цивилизације. Сету се приписује насиље и хаос. Дакле, убиство Озириса симболизује борбу између реда и хаоса, као и прекид живота смрћу.
Неке верзије мита дају Сету мотив за убиство Озириса. Према једној бајалици из Текстова пирамида, Сет се свети за ударац, који му је Озирис задао, док у списима касног периода Сет оптужује Озириса да је имао односе са Нефтидом, његовом супругом и четвртим дететом Геба и Нут. Само убиство се често помиње, али никада није јасно описано. Египћани су веровали да писане речи имају моћ да утичу на стварност, стога су избегавали директно описивање дубоко негативних догађаја, као што је смрт Озириса. Понекад су потпуно негирали његову смрт, иако највећи део легенди о њему јасно потврђује да је он убијен. У неким случајевима помиње се да Сет узима облик дивље животиње, попут крокодила или бика, да би убио Озириса, у другима се назначава да је Озирисово тело бачено у воду или да се удавио. Ова друга традиција представља основу египатског веровања да људи који су се удавили у Нилу постају свети. Чак је и идентитет жртве променљив у текстовима, јер понекад је у питању бог Хароерис, старији облик Хоруса, кога је Сет убио, а чију је смрт осветио други облик Хоруса, Хароерисов и Изидин син.
До краја Новог краљевства, у миту се говори да је Сет исекао Озирисово тело на комаде и разбацао их широм Египта. Центри Озирисовог култа у Египту тврдили су да је леш, или његов одређени део, пронађен у непосредној близини тог града. Претпоставља се да је било чак четрдесет два дела његовог тела, додељујући сваком комаду једну од четрдесет две Номе, или покрајине, у Египту. Према томе, бог - краљ постаје отелотворење свог царства.